# رعاش ساقي الجناح
رعاش ساقي الجناح (الاسم العلمي: Lestoidea)، جنس حشرات من اليعسوبيات وفصيلة رعاشينات ساقية الأجنحة، ويُعرف باسمه الشائع الشرائط الزرقاء.
تستوطن أنواعه الأربعة شمال شرق كوينزلاند، أستراليا، حيث تعيش في جداول الغابات المطيرة.